# Bretea Română
Bretea Română é uma comuna romena localizada no distrito de Hunedoara, na região histórica da Transilvânia. A comuna possui uma área de 100.36 km² e sua população era de 2929 habitantes segundo o censo de 2007.